# Lactarius torminosus
Lactarius torminosus, también conocido como falso níscalo, es una especie de hongo basidiomiceto de la familia Russulaceae.
De sabor picante y bastante desagradable, por lo que no se le considera comestible.

## Descripción
- Sombrero: convexo, pronto umbilicado, con viscosidad en el centro, color rojo ladrillo, sobre un fondo rosa o anaranjado. Contacto lanoso en los bordes.

- Láminas: muy apretadas de color ocre o crema con cierta tonalidad salmón.

- Esporas: de forma ovoide a globulosa, verrucosas, hialinas y amiloides.

- Pie: de 3-7 x 1-2 cm, endurecido, de color blanco con manchas rosas, a medida que se desarrolla su coloración cambia a un tono rosa anaranjado pálido.

- Carne: de color blanco, con un olor débilmente afrutado y sabor muy acre.

- Látex: jugo acuoso lechoso de color blanco que expulsa si provocamos un corte cuando están frescos, solo se vuelve de color amarillo en un pañuelo o puede cambiar de color al entrar en contacto con el aire. Este jugo fluye por un sistema de tubos lacticíferos que se ramifican por todos los tejidos del esporóforo.

## Ecología
Podemos encontrarlo bajo abedules y micorrizas específicas de estos árboles. Esta especie forma una simbiosis micorriza muy específica con esta especie de árbol. Su seta aflora en verano y otoño, por ello, la época del año más frecuente para encontrar este hongo es sobre todo, el otoño. 

## Taxonomía
Lactarius torminosus está clasificada en el subgénero Piperites, dentro del género Lactarius. Esta subsección se debe al látex que posee el hongo, una sustancia lechosa producida por el mismo que no se queda de color amarilla después del contacto con el aire ambiental. El término torminosus significa "atormentar" o "causar cólicos", en referencia al malestar gastrointestinal asociado con el consumo de setas crudas. L. Torminosus es popularmente conocido como falso níscalo o Wally Lactarius.

## Toxicidad y comestibilidad
Tras su ingestión produce síndromes fúngicos o resinoide, purgantes y trastornos gastrointestinales como náuseas y vómitos, pero no es mortal.
Se caracteriza por su sabor intensamente picante cuando se consume cruda, tanto es así, que tomada en exceso puede provocar ampollas en la lengua. Su toxicidad se limita a provocar trastornos gastrointestinales, lo que algunos autores han llamado “leve gastroenteritis a fatal". Se trata de un síndrome gastrointestinal producido por la presencia en el hongo de sustancias no absorbibles, pero irritantes para el tubo digestivo, que cuando se ingieren provocan un síndrome gastroenterocolítico autolimitado. Debido a esto, los síntomas que se experimentan tras consumir setas crudas son náuseas, diarreas severas, vómitos y dolor abdominal que aparecen entre 15 minutos y tres horas después de la ingestión. Esto puede conducir a deshidratación, espasmo muscular y colapso circulatorio. Aun así, ocupan una parte muy baja en la escala de peligrosidad, de hecho la gastroenteritis generalmente se resuelve sin tratamiento en un par de días. La carne de L. torminosus es de sabor picante y bastante desagradable, por lo que no se considera comestible. Sin embargo, se consume en Finlandia, Rusia y otros países de Europa septentrional y oriental, tras una cocción inicial y varios días de remojo en salmuera.

## Química
El cuerpo frutal de L. torminosus contienen originalmente ésteres de ácidos grasos de la velutinal sequiterpene como los únicos sesquiterpenoides. Cuando el cuerpo frutal se lesiona,  los ésteres se convierten enzimáticamente en sesquiterpenos furanos, mono- y di-aldehídos, y lactosas (compuestos tóxicos). El sabor acre y picante, así como la toxicidad de los cuerpos fructíferos se debe a la formación de dialdehıdos insaturados, por ejemplo velleral e isovelleral. El compuesto principal que se considera responsable de la toxicidad de L. torminosus es el velleral-acre (2,2,8-trimetil-3,3a,8,8ª-tetrahidro-1H-5,6-auleno-dicarbaldehído) a una concentración de 0,16 mg/g. Es un dialdehído sesquiterpeno que se encuentra en el látex de L.torminosus y de L. vellereus, de ahí su nombre. Se cree que el compuesto es parte de un sistema de defensa química que protege a los hongos de los depredadores. Velleral es un producto de degradación de la estearil-velutinal que presenta actividad antimicrobiana.
El cuerpo frutal de L. torminosuscontiene esteroles (esgosterol es el más predominante), así como también presenta compuestos volátiles responsables del olor de la seta, muchos de los cuales son alcoholes y compuestos de carbonilo. El compuesto volátil predominante es 1-octen-3-ona, un odorante común en los hongos.

## Observaciones
Algunas especies de Lactarius se comercializan de forma intensa como el famoso níscalo, Lactarius deliciosus, muy apreciado por los aficionados a la recolección que se especializa en esta seta.